# Орто-Арык (Таласская область)
Орто-Арык (кирг. Орто-Арык) — село в Таласском районе Таласской области Кыргызстана. Входит в состав Долонского аильного округа. Код СОАТЕ — 41707 232 813 03 0.

## Население
По данным переписи 2009 года, в селе проживало 1453 человека.